# Phryneta semirasa
Phryneta semirasa es una especie de escarabajo longicornio de la subfamilia Lamiinae. Fue descrita científicamente por Dohrn en 1885.
Se distribuye por Malaui, Mozambique, República Democrática del Congo, Tanzania, Zambia y Zimbabue. Posee una longitud corporal de 18-35 milímetros. El período de vuelo de esta especie ocurre en los meses de febrero, marzo y diciembre.